# École supérieure en informatique (Sidi Bel Abbès)
 (septembre 2015).
L'École supérieure en informatique 08 Mai 1945 de Sidi Bel Abbès (ESI-SBA) est un établissement universitaire public, placé sous la tutelle du Ministère de l’Enseignement Supérieur et de la Recherche Scientifique (MESRS), créé par le décret exécutif n° 14-232 du 25 août 2014,,.
L'école décerne le double diplôme d'ingénieur d’état et de master en informatique après une formation de cinq ans. Deux années préparatoires, une année de tronc commun et deux années de spécialisation. Elle est située à Sidi Bel Abbes à l'ouest de l'Algérie.

## Situation
L'École supérieure en informatique 08 Mai 1945 - Sidi Bel Abbes est située à sidi Djillali juste à côté de la faculté de Technologie, sur l'ancien site de la faculté des Langues.

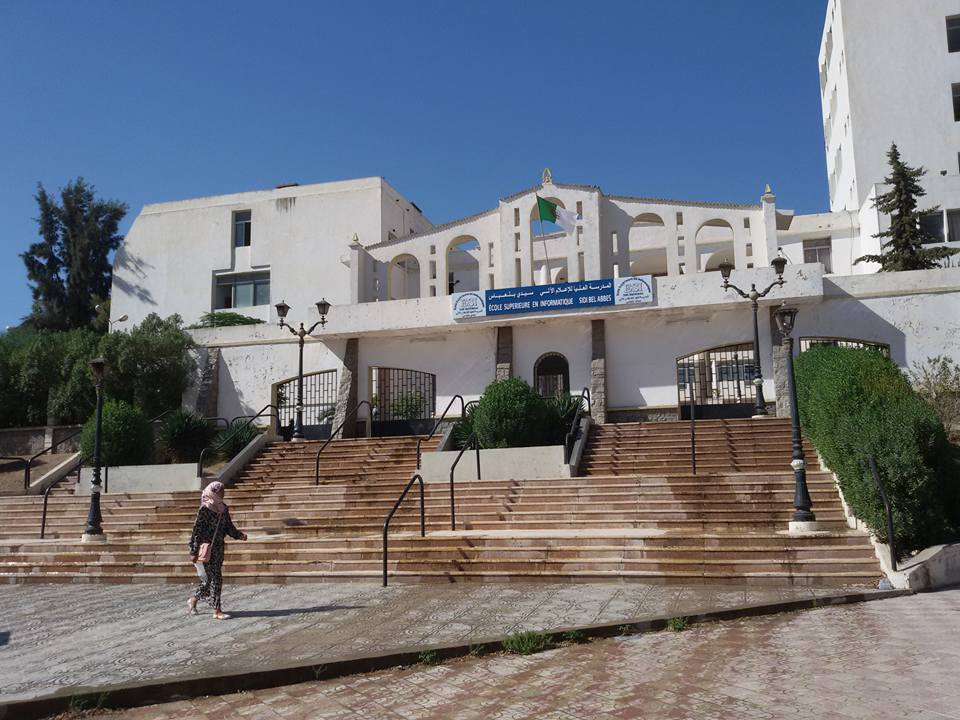
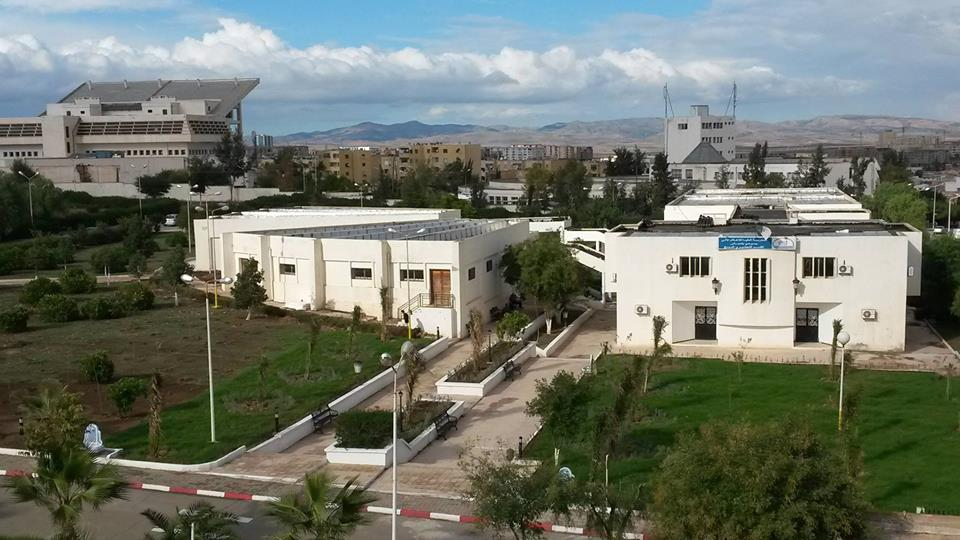